# Рущишин Ярослав Іванович
Рущишин Ярослав Іванович (29 жовтня 1967, Львів — 24 липня 2025, Бабухів, Івано-Франківська область, Україна) — народний депутат України IX скликання, український підприємець, політик і громадський діяч. Співзасновник Мистецького об'єднання «Дзиґа». Почесний сенатор УКУ, співзасновник та член наглядової ради Львівської бізнес-школи УКУ. Ексдиректор АТ «Троттола».
Народний депутат від партії «Голос», обраний на виборах 2019 року (в.о. № 117, Львівська область). Секретар Комітету з питань економічного розвитку у ВРУ IX скл. (з 29 серпня 2019 року). Голова Львівської обласної організації партії «Голос» у 2019—2021 роках.
Був одружений, мав сина.

## Дитинство та молоді роки
До 12 років мешкав у Львові на вулиці Самчука поблизу Стрийського парку, а згодом у районі вулиць Кульпарківської-Наукової. З 1985 до 1987 року — відбував службу в армії. З 1987 до 1988 року — працював електромонтером у ВО «Львівприлад».

## Студентські роки та революція
Ярослав Рущишин був активним учасником Студентського братства від самого початку. Спільно з іншими студентами на початку 1990-х років заснував Студентське братство торговельно-економічного інституту. Це була перша незалежна студентська організація, яка 2 жовтня 1990 року організувала Революцію на граніті. Рущишин був одним із лідерів цієї революції.

## Освіта
- 1988⁣ — ⁣1993 — навчався у Львівському торговельно-економічному інституті за спеціальністю «бухгалтерський облік, контроль і аналіз господарської діяльності, фінанси» (червоний диплом).
- 2003⁣ — ⁣2005 — навчався в Києво-Могилянській академії за фахом магістр бізнес-адміністрування (МВА).
- З відзнакою закінчив Київський університеті ім. Т. Шевченка, спеціальність — «правознавство».
- Пройшов дві сертифікатні програми з філософії в Українському католицькому університеті.[12]

## Підприємницька діяльність
1993 року разом з іншими членами студентського братства Львова, серед яких Маркіян Іващишин, Андрій Рожнятовський, Адріан Кліщ, Володимир Боярський, Роксоляна Шимчук, став співзасновником Мистецького об'єднання «Дзиґа». Команду однодумців підсилили знані львівські митці Сергій Проскурня та Влодко Кауфман. З 1993 до 1995 рік працював головним бухгалтером об'єднання.
У 1995 році став співзасновником та виконував обов'язки генерального директора ВАТ «Троттола». За управління Ярослава підприємство розрослось до мережі з 9-ти швейних фабрик та близько 2000 працівників.
У 2003—2004 роках Рущишин був співвласником «Львівської газети» разом із другом зі студентського братства Маркіяном Іващишиним. Після публікації у «Львівській газеті» низки різко критичних статей про діяльність вищих посадових осіб Державної податкової адміністрації у Львівській області, зокрема про тодішнього керівника Сергія Медведчука (брата Віктора Медведчука) і його заступника Мирослава Хом'яка, у вересні 2003 року було порушено кримінальні справи проти засновників видання — Маркіяна Іващишина і Рущишина. Проте, Рущишин виграв усі суди й довів безпідставність звинувачень.

## Громадська діяльність
- 1989—1993 — голова Студентського Братства ЛТЕІ.
- 2004—2005 — заступник голови Міжнародної Спілки Підприємців.
- 2006—2007 — голова Комітету підприємців Львівщини.
- 2006—2010 — депутат Львівської обласної ради (комісія з підприємництва).
- З 2006 — член колегії Львівської обласної держадміністрації (від підприємців).
- З 2013 — член Наглядової ради БУ НРЦ «Джерело».

На початку 1990-х організовував культові фестивалі української музики «Вивих» і зустріч «Українська молодь — Христові». Супроводжував різні культурно-мистецькі та музичні проєкти. Разом із Маркіяном Іващишиним був продюсером гуртів «Клуб шанувальників чаю», «Мертвий півень», «Дзиґа джаз квартет», ранніх проєктів «Океану Ельзи» та співачки Руслани.
На початку 2005 року Рущишин був співорганізатором «бульдозерної» акції львівських підприємців під львівською ДПА, яка стала ядром майбутнього Комітету підприємців Львівщини. Згодом — запропонував проєкт організаційних змін у ДПА. Був членом Комітету підприємців Львівщини.
Був почесним сенатором Українського католицького університету та співзасновником Львівської бізнес школи LvBS.

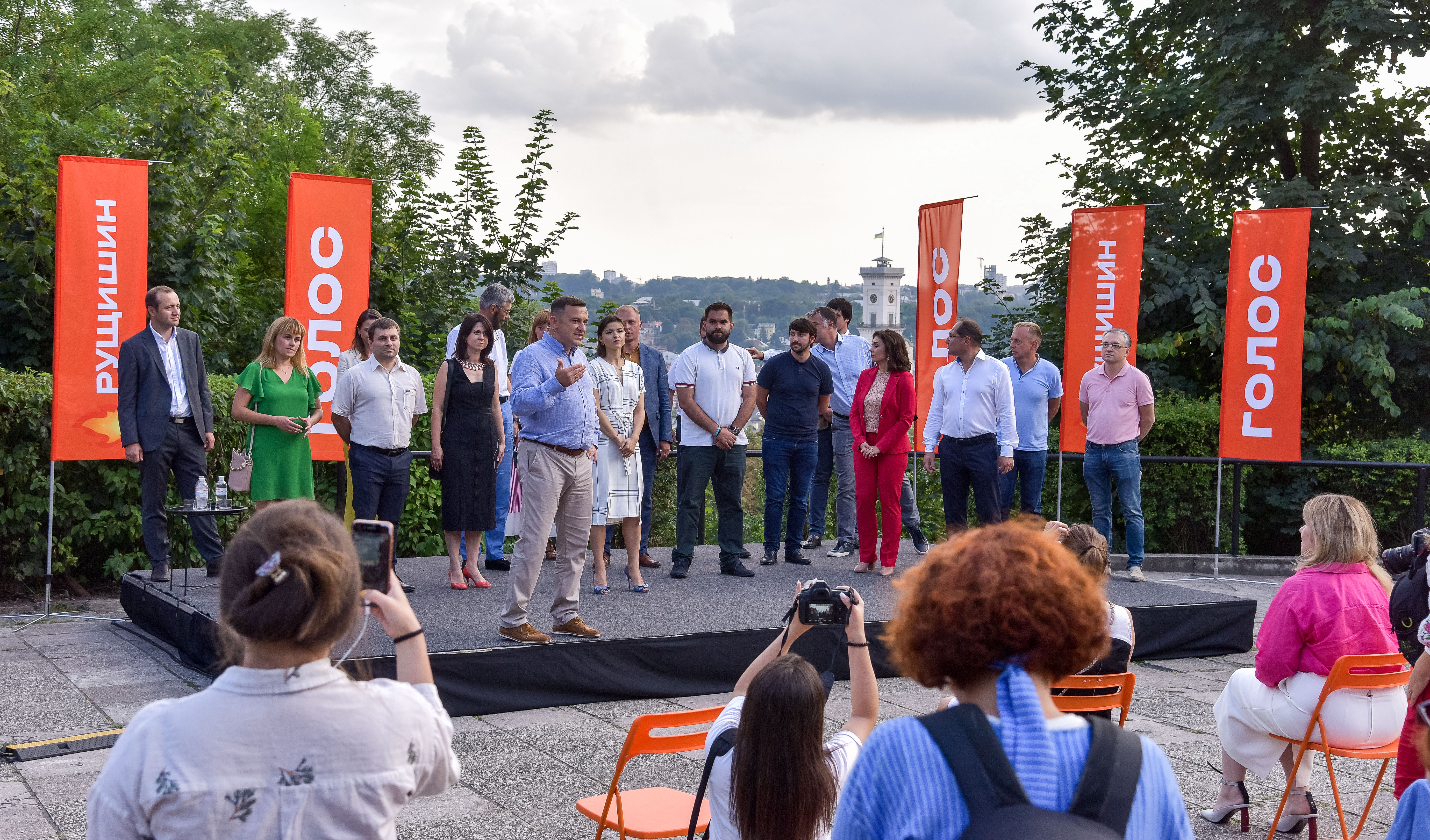
Рущишин із командою львівського осередку партії «Голос» на Високому Замку у Львові, 20 серпня 2020 року

Рущишин входив до Унівської групи, яка 2010 року розробила візію розвитку Львова до 2025 року.

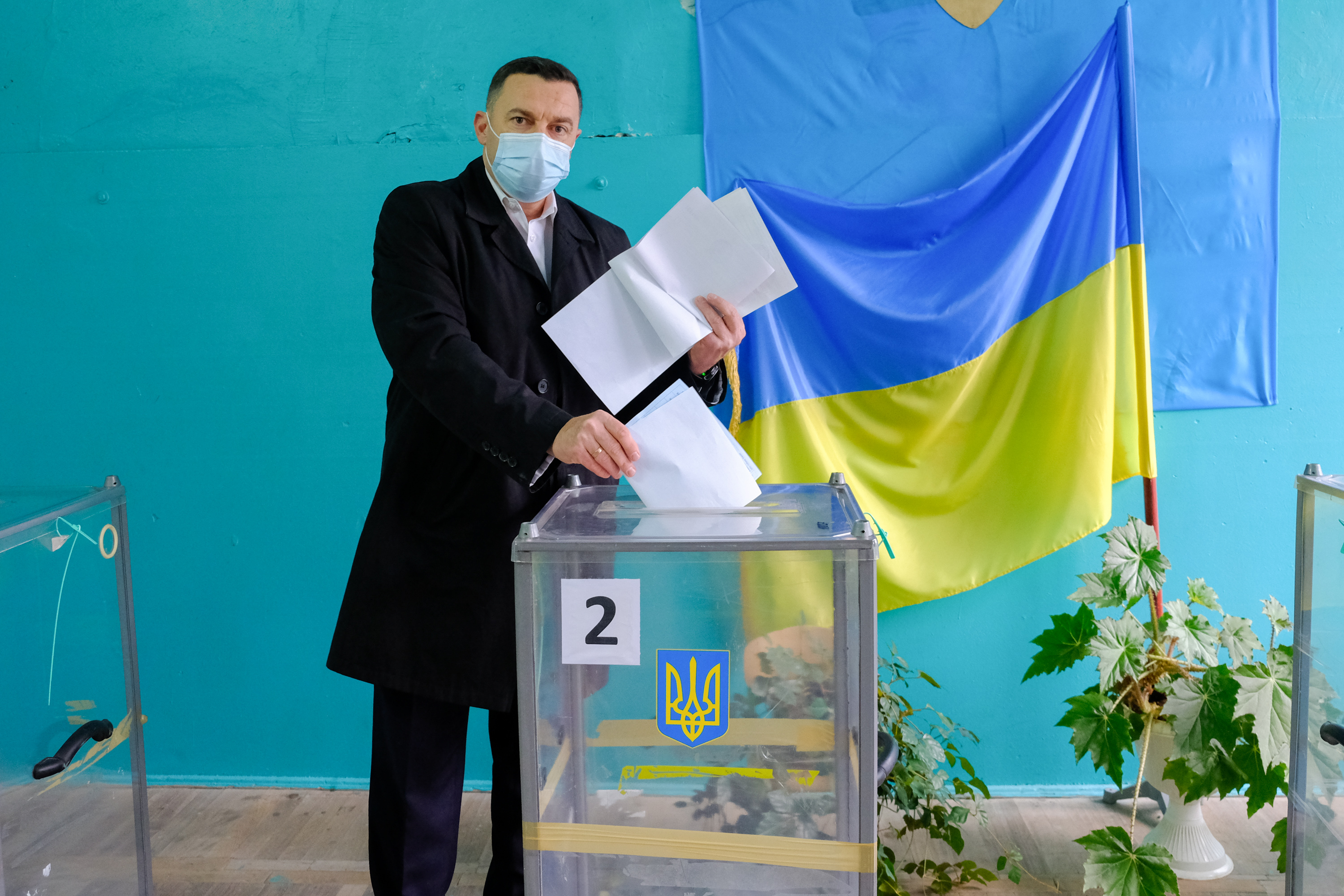
Ярослав Рущишин голосує на виборчій дільниці у Львові, 25 жовтня 2020 року

У 2006—2010 роках був депутатом Львівської обласної ради від Блоку «Наша Україна». На президентських виборах 2004 року був довіреною особою Віктора Ющенка, а у 2019 році — Петра Порошенка.
2020 року Рущишин балотувався на посаду мера Львова від партії «Голос»,  посів четверте місце, отримавши 4,68 % (10 639) голосів.

## Смерть
Вночі 24 липня на дорозі поблизу с. Бабухів Рущишин їхав на мотоциклі Harley-Davidson, у темряві врізався в причеп трактора, що рухався в попутному напрямку. Внаслідок отриманих травм Ярослав помер під час транспортування до лікарні. ДБР почало розслідування за фактом аварії. Був похований 28 липня в родинному гробівці на 59-му полі Личаківського цвинтаря у Львові.

## Нагороди
- Орден «За заслуги» II ступеня (16 травня 2019) — за вагомий особистий внесок у розбудову української державності, плідну громадську діяльність, багаторічну сумлінну працю та з нагоди 30-річчя від дня заснування громадської спілки «Студентське Братство м. Львова»[25]